# Komatiíto

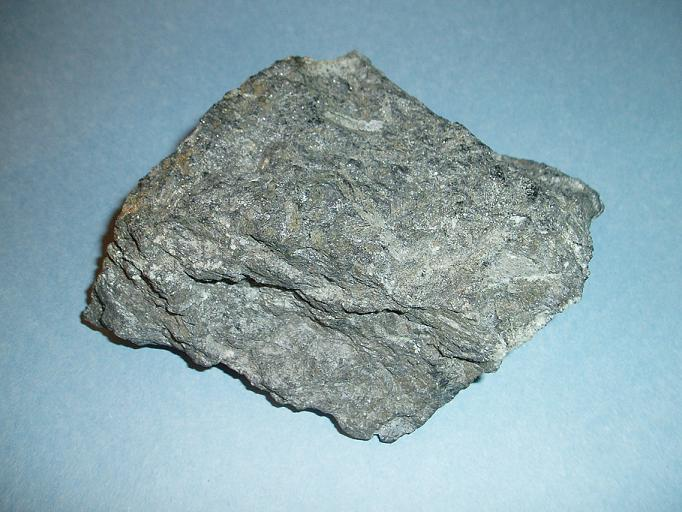
Amostra de comatiíto do cinturão de rochas verdes de Abitibi próximo de Englehart, Ontário, Canadá. O espécime tem 9 cm de largura. São visíveis cristais lamelares de olivina, embora a textura spinifex seja fraca ou ausente nesta amostra.

Comatiíto ou komatiíto é um tipo de rocha vulcânica ultramáfica de origem mantélica. Os comatiítos têm teores baixos de silício, potássio e alumínio e teor de magnésio elevado a muito elevado. O comatiíto foi assim denominado por causa da sua ocorrência-tipo nas margens do rio Incomati (Komati em inglês) na África do Sul.
Os comatiítos verdadeiros são muito raros e essencialmente restringidos a rochas da Idade Arqueana, sendo conhecidos poucos comatiítos do Proterozoico ou do Fanerozoico (embora sejam conhecidos lamprófiros ricos em magnésio do Mesozoico). Pensa-se que esta restrição na idade fique a dever-se ao arrefecimento secular do manto, o qual terá sido até 500 °C mais quente durante o período Arqueano inicial a médio (há 4,5 a 2,6 Ga). A Terra jovem produzia muito mais calor, devido ao calor residual da acreção planetária, bem como à maior abundância de elementos radioativos. 
Geograficamente, os comatiítos têm a sua distribuição restringida às áreas dos escudos arqueanos. Ocorrem com outras rochas vulcânicas máficas altamente magnesianas em cinturões de rochas verdes do Arqueano. Os comatiítos mais recentes encontram-se na ilha Gorgona, Colômbia, no planalto oceânico ao largo da costa pacífica da Colômbia.